# Parafia św. Stanisława Biskupa Męczennika w Łodygowicach Górnych
Parafia pw. św. Stanisława Biskupa i Męczennika w Łodygowicach Górnych – parafia rzymskokatolicka znajdująca się w Łodygowicach. Należy do dekanatu Łodygowice diecezji bielsko-żywieckiej.
Starania o własną parafię mieszkańcy Łodygowic Górnych rozpoczęli w latach 50. XX wieku. Pozwolenia na budowę kościoła otrzymano jednak dopiero w 1974. Jako samodzielną parafię erygowano w 1982.